# Quintette à cordes no 2 K. 406/516b
Le Quintette à cordes en do mineur K. 406/516b est un quintette pour deux violons, deux altos et violoncelle de Mozart. C'est une transcription faite par Mozart en 1787 ou  1788 de sa Sérénade no 12, K. 388/384a, pour octuor à vent.

## Structure de l'œuvre
Ce quintette se compose de quatre mouvements :
1. Allegro, en ut mineur, à , 231 mesures, 2 sections répétées 2 fois (mesures 1 à 94, mesures 95 à  231)
2. Andante, en mi bémol majeur, à 
, 106 mesures
3. Menuetto in canone, en ut mineur, à 
, avec un Trio « in canone al roverscio » en ut majeur, 48+32 mesures
4. Allegro, en ut mineur (214 mesures) puis ut majeur, à 
, 251 mesures, sections répétées 2 fois : mesures 1 à 8, mesures 9 à 24, mesures 25 à 32, mesures 33 à 40, mesures 41 à 48, mesures 49 à 56, mesures 57 à 64, mesures 97 à 112, mesures 113 à 136

La durée d'exécution est d'environ 23 minutes.

## Analyse de l'œuvre
Introduction de l'Allegro (violon 1 , alto 1) :
La lecture audio n'est pas prise en charge dans votre navigateur. Vous pouvez télécharger le fichier audio.
Introduction de l'Andante (violon 1) :
La lecture audio n'est pas prise en charge dans votre navigateur. Vous pouvez télécharger le fichier audio.
Première reprise du  Menuetto in canone (thème du premier violon) :
La lecture audio n'est pas prise en charge dans votre navigateur. Vous pouvez télécharger le fichier audio.
Première reprise du Trio « in canone al roverscio » :
La lecture audio n'est pas prise en charge dans votre navigateur. Vous pouvez télécharger le fichier audio.
Première reprise de l' Allegro (thème du premier violon) :
La lecture audio n'est pas prise en charge dans votre navigateur. Vous pouvez télécharger le fichier audio.